# MTV Video Music Awards/Best Pop Video
Der MTV Video Music Award for Best Pop Video ist eine Auszeichnung, die im Rahmen der MTV Video Music Awards, die erstmals 1999 vergeben wurde. Bei den MTV Video Music Awards 2007 wurde die Kategorie ausgesetzt, da man ein neuartiges Konzept für die Preisverleihung erstellen wollte, das jedoch scheiterte. Daher wurde der Award 2008 erneut verliehen.
Britney Spears führt sowohl die Gewinnerliste mit drei gewonnenen Auszeichnungen als auch die Nominierungsliste mit sieben Nominierungen an. Sie ist zugleich mit NSYNC die einzige Künstlerin, die den Award in zwei hintereinander folgenden Jahren gewann.

## Übersicht
| Award | Jahr | Preisträger                                        | für das Video            | Nominierungen |
| ----- | ---- | -------------------------------------------------- | ------------------------ | --- |
| 1.    | 1999 | Ricky Martin                                       | Livin’ la Vida Loca      | - Backstreet Boys – I Want It That Way - Jennifer Lopez – If You Had My Love - *NSYNC – Tearin’ Up My Heart - Britney Spears – ...Baby One More Time                                                |
| 2.    | 2000 | *NSYNC                                             | Bye Bye Bye              | - Christina Aguilera – What a Girl Wants - Blink-182 – All the Small Things - Destiny’s Child – Say My Name - Britney Spears – Oops!… I Did It Again                                                |
| 3.    | 2001 | *NSYNC                                             | Pop                      | - Christina Aguilera, Lil’ Kim, Mýa und Pink – Lady Marmalade - Backstreet Boys – The Call - Destiny’s Child – Survivor - Britney Spears – Stronger                                                 |
| 4.    | 2002 | No Doubt (feat. Bounty Killer)                     | Hey Baby                 | - Michelle Branch – All You Wanted - 'N Sync (feat. Nelly) – Girlfriend (Remix) - Pink – Get the Party Started - Shakira – Whenever, Wherever                                                       |
| 5.    | 2003 | Justin Timberlake                                  | Cry Me a River           | - Christina Aguilera (feat. Redman) – Dirrty - Kelly Clarkson – Miss Independent - Avril Lavigne – Sk8er Boi - No Doubt (feat. Lady Saw) – Underneath It All                                        |
| 6.    | 2004 | No Doubt                                           | It’s My Life             | - Hilary Duff – Come Clean - Avril Lavigne – Don't Tell Me - Jessica Simpson – With You - Britney Spears – Toxic                                                                                    |
| 7.    | 2005 | Kelly Clarkson                                     | Since U Been Gone        | - Lindsay Lohan – Rumors - Jesse McCartney – Beautiful Soul - Ashlee Simpson – Pieces of Me - Gwen Stefani – Hollaback Girl                                                                         |
| 8.    | 2006 | Pink                                               | Stupid Girls             | - Christina Aguilera – Ain’t No Other Man - Nelly Furtado (feat. Timbaland) – Promiscuous - Madonna – Hung Up - Shakira (feat. Wyclef Jean) – Hips Don’t Lie                                        |
| –     | 2007 | Kategorie wurde nicht vergeben                     |                          | |
| 9.    | 2008 | Britney Spears                                     | Piece of Me              | - Danity Kane – Damaged - Jonas Brothers – Burnin’ Up - Panic! at the Disco – Nine in the Afternoon - Tokio Hotel – Ready, Set, Go!                                                                 |
| 10.   | 2009 | Britney Spears                                     | Womanizer                | - Beyoncé – Single Ladies (Put a Ring on It) - Cobra Starship (featuring Leighton Meester) – Good Girls Go Bad - Lady Gaga – Poker Face - Wisin y Yandel – Abusadora                                |
| 11.   | 2010 | Lady Gaga                                          | Bad Romance              | - Beyoncé (featuring Lady Gaga) – Video Phone (Extended Remix) - B.o.B (featuring Bruno Mars) – Nothin’ on You - Kesha – Tik Tok - Katy Perry (featuring Snoop Dogg) – California Gurls             |
| 12.   | 2011 | Britney Spears                                     | Till the World Ends      | - Adele – Rolling in the Deep - Bruno Mars – Grenade - Katy Perry – Last Friday Night (T.G.I.F.) - Pitbull (featuring Ne-Yo, Nayer und Afrojack) – Give Me Everything                               |
| 13.   | 2012 | One Direction                                      | What Makes You Beautiful | - Justin Bieber – Boyfriend - Fun (featuring Janelle Monáe) – We Are Young - Maroon 5 (featuring Wiz Khalifa) – Payphone - Rihanna (featuring Calvin Harris) – We Found Love                        |
| 14.   | 2013 | Selena Gomez                                       | Come & Get It            | - Miley Cyrus – We Can’t Stop - fun. – Carry On - Bruno Mars – Locked Out of Heaven - Justin Timberlake – Mirrors                                                                                   |
| 15.   | 2014 | Ariana Grande (featuring Iggy Azalea)              | Problem                  | - Avicii (featuring Aloe Blacc) – Wake Me Up - Iggy Azalea (featuring Charli XCX) – Fancy - Jason Derulo (featuring 2 Chainz) – Talk Dirty - Pharrell Williams – Happy                              |
| 16.   | 2015 | Taylor Swift                                       | Blank Space              | - Beyoncé – 7/11 - Maroon 5 – Sugar - Mark Ronson (featuring Bruno Mars) – Uptown Funk - Ed Sheeran – Thinking Out Loud                                                                             |
| 17.   | 2016 | Beyoncé                                            | Formation                | - Adele – Hello - Justin Bieber – Sorry - Alessia Cara – Wild Things - Ariana Grande – Into You |
| 18.   | 2017 | Fifth Harmony (featuring Gucci Mane)               | Down                     | - Ed Sheeran – Shape of You - Harry Styles – Sign of the Times - Katy Perry (featuring Skip Marley) – Chained to the Rhythm - Miley Cyrus – Malibu - Shawn Mendes – Treat You Better                |
| 19.   | 2018 | Ariana Grande                                      | No Tears Left to Cry     | - Camila Cabello (featuring Young Thug) – Havana - Demi Lovato – Sorry Not Sorry - Shawn Mendes – In My Blood - Pink – What About Us? - Ed Sheeran – Perfect                                        |
| 20.   | 2019 | Jonas Brothers                                     | Sucker                   | - 5 Seconds of Summer – Easier - Cardi B and Bruno Mars – Please Me - Billie Eilish – Bad Guy - Ariana Grande – Thank U, Next - Khalid – Talk - Taylor Swift – You Need to Calm Down                |
| 21.   | 2020 | BTS                                                | On                       | - Justin Bieber (featuring Quavo) – Intentions - Halsey – You Should Be Sad - Jonas Brothers – What a Man Gotta Do - Lady Gaga with Ariana Grande – Rain on Me - Taylor Swift – Lover               |
| 22.   | 2021 | Justin Bieber (featuring Daniel Caesar and Giveon) | Peaches                  | - Ariana Grande – Positions - Billie Eilish – Therefore I Am - BTS – Butter - Harry Styles – Treat People with Kindness - Olivia Rodrigo – Good 4 U - Shawn Mendes – Wonder - Taylor Swift – Willow |
| 23.   | 2022 | Harry Styles                                       | As It Was                | - Billie Eilish – Happier Than Ever - Doja Cat – Woman - Ed Sheeran – Shivers - Lizzo – About Damn Time - Olivia Rodrigo – Traitor                                                                  |
| 24.   | 2023 | Taylor Swift                                       | Anti-Hero                | - Demi Lovato – Swine - Dua Lipa – Dance the Night - Ed Sheeran – Eyes Closed - Miley Cyrus – Flowers - Olivia Rodrigo – Vampire - Pink – Trustfall                                                 |